# برده‌داری در ایالات متحده آمریکا

انیمیشنی که نشان دهنده ایالات و قلمرو هائی در ایالات متحده است که در فاصله سالهای ۱۸۶۵–۱۷۸۹ برده داری را ممنوع یا مجاز می‌دانستند

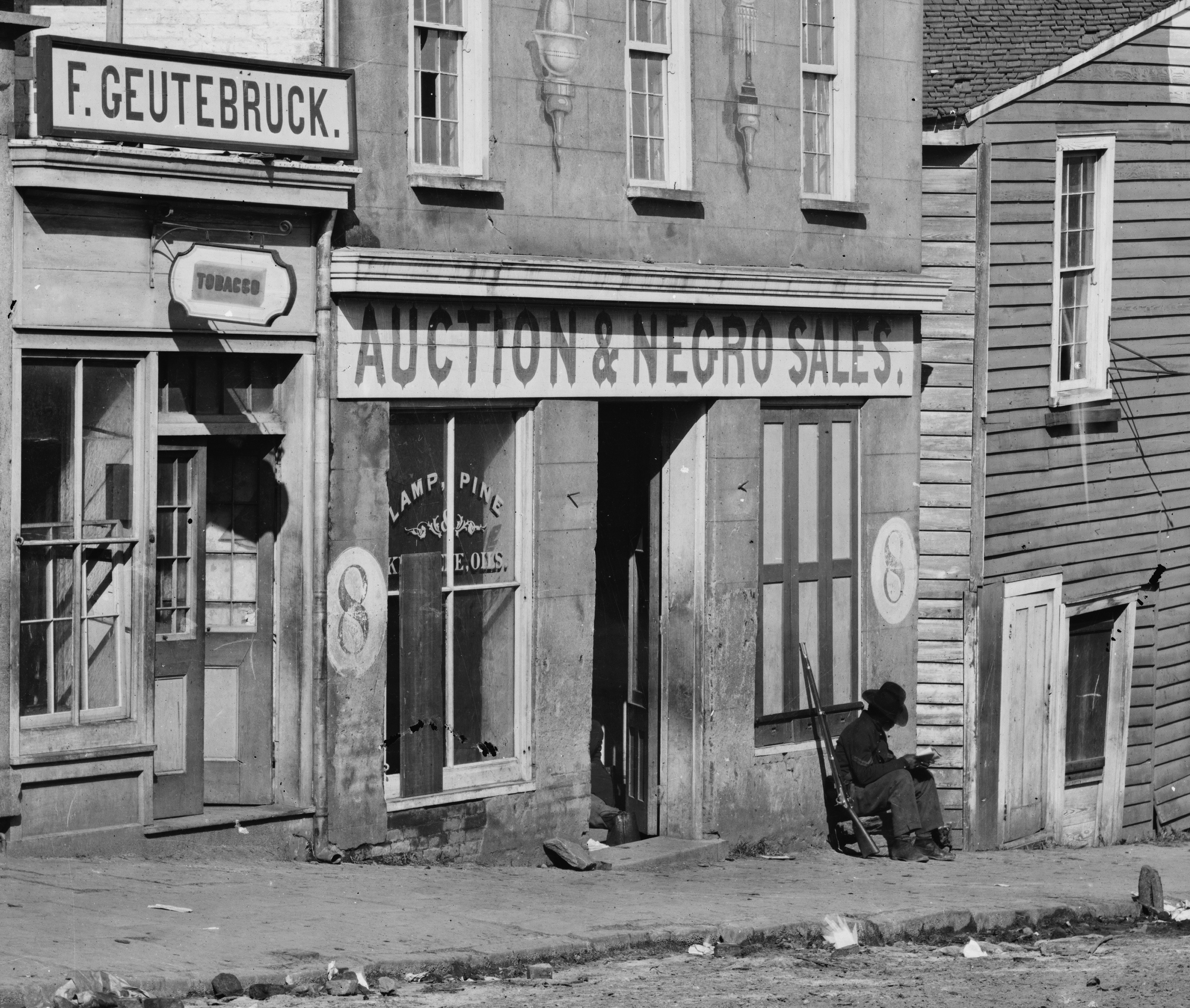
نگاره‌ای به‌سال ۱۸۶۴ میلادی از یک مغازهٔ برده‌فروشی با تابلوی «حراجی و فروش کاکاسیاه» در شهر آتلانتا، ایالت جورجیا. در بیرون مغازه، یک محافظ مسلح سیاه‌پوست از «اموال» داخل مغازه محافظت می‌کند.

برده‌داری در ایالات متحده آمریکا عملی قانونی بود که بین سده‌های ۱۷ و ۱۹ میلادی در ایالات متحده انجام می‌شد. برده‌داری پیش از آن نیز تحت استعمار بریتانیا انجام می‌شد. بعدها در مستعمرات سیزده‌گانه در زمان اعلامیه استقلال ایالات متحده در سال ۱۷۷۶ نیز برده‌داری رسماً ادامه یافت. پس از جنگ‌های داخلی، تمایلات ضد برده‌داری به‌تدریج در ایالات شمالی گسترش پیدا کرد اما در جنوب، توسعهٔ سریع صنعت پنبه از سال ۱۸۰۰ باعث شد که ایالت‌های جنوبی به شدت متکی به برده‌ها شوند و بکوشند تا آن را در سرزمین‌های غربی جدید نیز شایع کنند. ایالات متحده به‌وسیلهٔ خط میسون-دیکسون که مریلند (برده‌دار) و پنسیلوانیا (آزاد) را جدا می‌کرد به دو قطب ایالت‌های برده‌دار و ایالت‌های آزاد تقسیم شده  
هر چند تجارت بین‌المللی برده در سال ۱۸۰۸ ممنوع شد اما تجارت داخلی در آمریکا همچنان ادامه یافت و باعث شد تا جمعیت برده‌ها تا پیش از ممنوعیت برده‌داری به چهار میلیون نفر برسد. در سال ۱۸۶۰ از میان ۱٬۵۱۵٬۶۰۵ خانواده‌ای که آزادانه در پانزده ایالت زندگی می‌کردند نزدیک به ۴۰۰٬۰۰۰ خانواده (تقریباً یک چهارم) برده داشتند که مساوی با ۸٪ کل خانواده‌های آمریکایی در آن زمان بود. هر چند پس از شکل‌گیری ایالات متحده برخی از رنگین‌پوستان آزاد بودند اما وضعیت برده بودن بیشتر با رنگ پوست افرادی شناخته می‌شد که تبار آفریقایی داشتند. این مسئله باعث شد که نظامی قانونی به وجود آید که در آن نژاد نقش اصلی را بر عهده داشت.
با گشایش سرزمین‌های غربی، ایالت‌های جنوبی به این باور رسیدند که باید بین تعداد ایالت‌های برده‌دار و آزاد تعادل ایجاد شود تا بتوانند در کنگره نیز به تعادل قدرت برسند. سرزمین‌های جدیدی که از بریتانیا، فرانسه و مکزیک گرفته شده بودند تحت مصالحه‌های هنگفت قرار گرفتند. در سال ۱۸۵۰ سرزمین‌های جنوبی غنی از کشت پنبه اتحادیه را تهدید به کناره‌گیری می‌کردند و این موجب بروز تنش‌های زیادی شد. در حالی که کشیش‌های کلیسا زیر فشار مجبور به تبلیغ سیاست‌های مربوط بودند، کلیساهای باپتیست و متدیست تقسیم به سازمان‌های منطقه‌ای جداگانه‌ای شدند. بالاخره هنگامی که آبراهام لینکلن با شعار برچیدن برده‌داری در انتخابات ۱۸۶۰ به پیروزی رسید، ایالت‌های جنوبی از اتحادیه خارج شدند تا کنفدراسیون ایالات مؤتلفه آمریکا را تشکیل دهند. خروج از اتحادیه به منزلهٔ آغاز جنگ داخلی بود. این جنگ وضعیت زندگی در جنوب را به هم ریخت زیرا بسیاری از برده‌ها از کشتزارها فرار می‌کردند یا توسط نیروهای اتحادیه آزاد می‌شدند. جنگ به‌طور مؤثری باعث الغای برده‌داری شد. بعدها در دسامبر ۱۸۶۵ متمم سیزدهم قانون اساسی رسماً نهاد برده‌داری را در ایالات متحده غیرقانونی اعلام کرد.

## تاریخچه

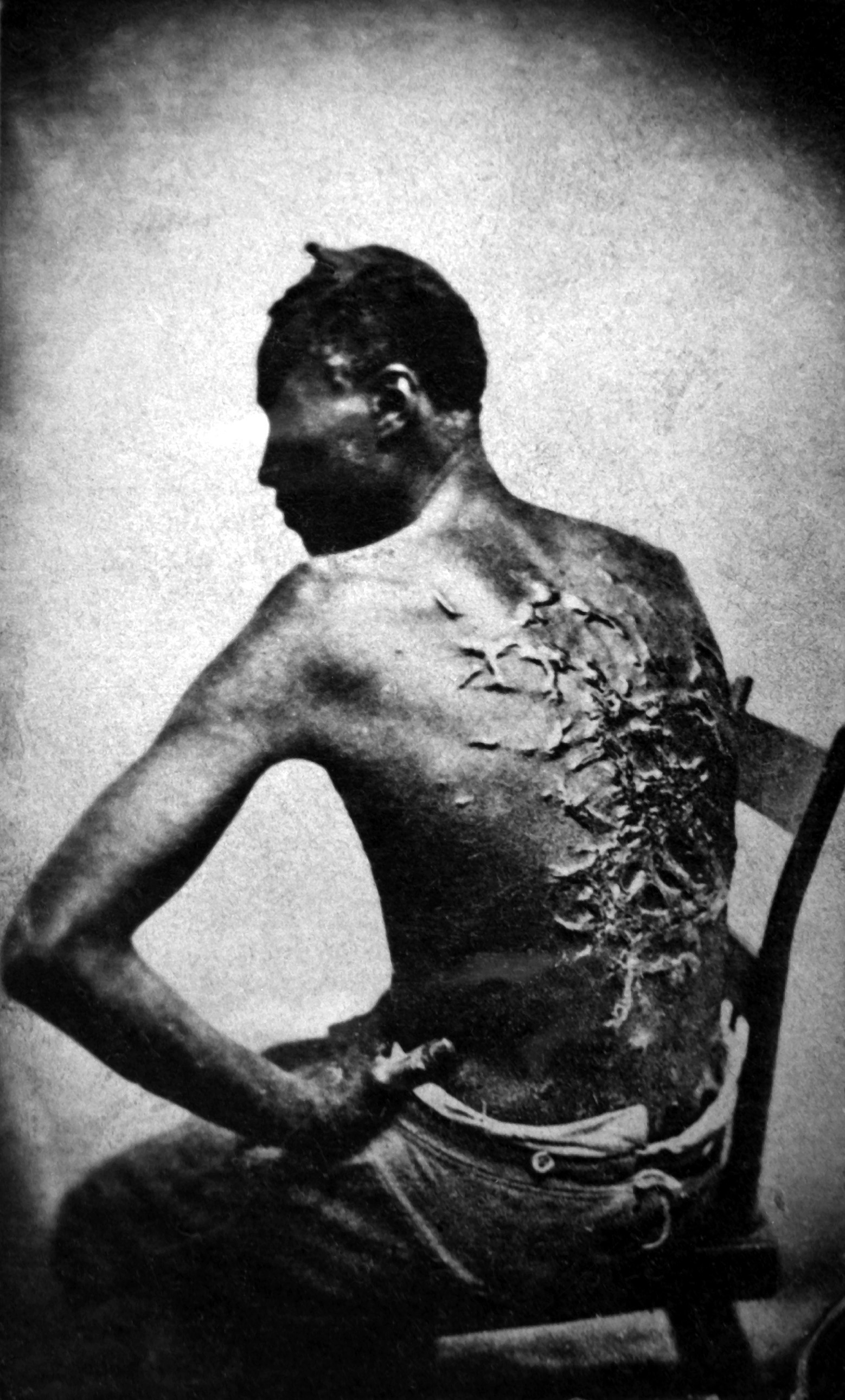
پیتر، برده‌ای از باتون‌روژ، ۱۸۶۳. جای زخم‌ها ناشی از شلاق بدست صاحبش می‌باشد.

هنگامی که اروپاییان استعمار قاره آمریکا را آغاز کردند، بردگان را برای کار کردن در کشتزارها و معادن جدید، از آفریقا بدانجا بردند. میان سال‌های ۱۵۰۰ تا ۱۸۰۰ میلادی در حدود ۱۵ میلیون سیاهپوست آفریقایی به قاره آمریکا انتقال یافتند. تجار برده آن‌ها را از غرب آفریقا می‌خریدند. بیشتر این بردگان به وسیلهٔ دیگر سیاهپوستان آفریقایی به هنگام جنگ یا شبیخونهایی که برای شکار آنان صورت می‌گرفت، به اسارت درمی‌آمدند.
بیش‌تر در زیر عرشهٔ کشتی، برده‌ها را با زنجیر بهم می‌بستند تا قادر به فرار یا پریدن به دریا نباشند تقریباً از هر ۵ برده یک نفر در مسیر گذرگاه میانی می‌مرد (از مجموع ۳ میلیون نفر). پرتغالیها کشتی‌های حامل برده خود را tumbeirus یا تابوت می‌نامیدند.
در تاریخ ۳۱ دسامبر ۱۸۶۲، آبراهام لینکلن «اعلامیه آزادی بردگان» را در اوج جنگ داخلی آمریکا را صادر کرد و آن را در قانون اساسی ایالات متحده آمریکا مُدوّن ساخت.

## تجارت بردگان

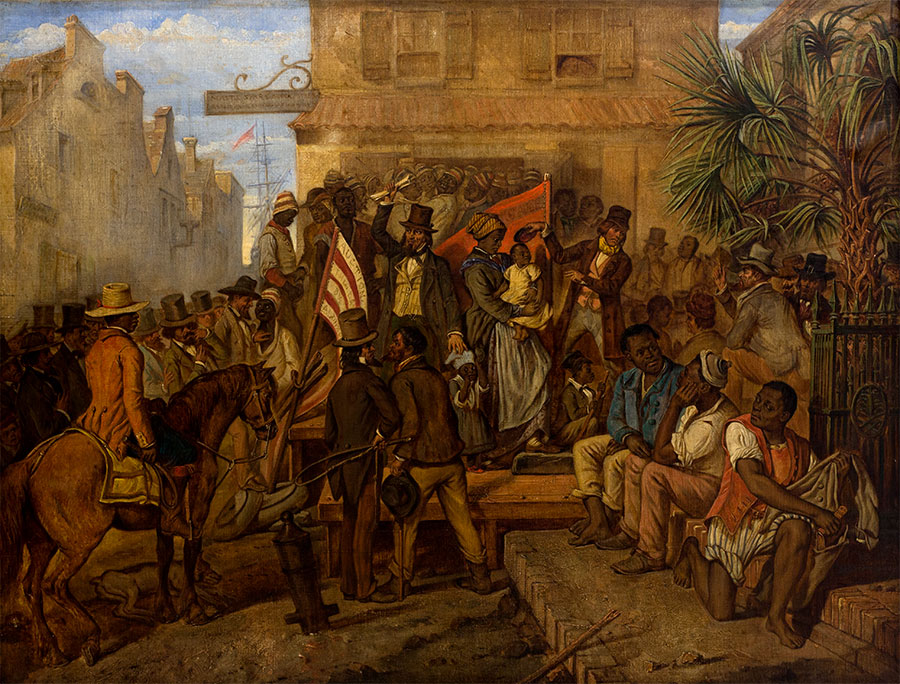
یک نقاشی از حراجی برده در آمریکا.

### متلاشی شدن خانواده‌ها
برای کار کردن در کشتزارهای گوناگون، تجار و بازرگانان اعضای خانوادهٔ آن‌ها را از هم جدا می‌کردند.

### چگونگی خرید و فروش
وقتی بردگان آفریقایی به جزایر هند غربی، برزیل یا آمریکای شمالی می‌رسیدند مستقیماً به بازار انتقال می‌یافتند. در آنجا مانند حیوانات به حراج گذاشته شده و صاحبان کشتزارها و معادن دندانهای آن‌ها را لمس می‌کردند سپس بردگان بر روی سکویی می‌ایستادند و خریدارها پیشنهاد می‌دادند و هنگامیکه از نظر قیمت به توافق می‌رسیدند برده‌های خریده شده را با خود می‌بردند. بیش‌تر اعضای خانواده‌ها از یکدیگر جدا می‌گشتند.

## زنجیر و شلاق
زمانیکه آن‌ها به آمریکا می‌رسیدند به مانند حیوانات در حراج‌ها فروخته می‌شدند. و در کشتزارها و معادن به کار گمارده می‌شدند. هزاران برده بر روی بزرگترین کشتزارهای پنبه و نیشکر کار می‌کردند. این کار بسیار طاقت فرسا و کمر شکن بود. بسیاری از بردگان برای جلوگیری از فرار به زنجیر کشیده می‌شدند و شلاق زدن رایج‌ترین تنبیه برای کوچکترین خطاها بود. بعضی از بردگانی که قصد فرار داشتند آنقدر کتک می‌خورند تا بمیرند.

## دسته‌بندی

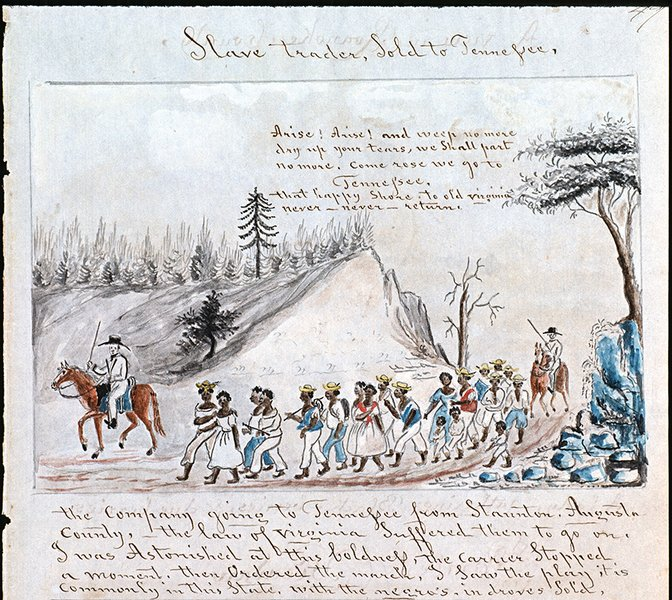
بستن برده‌ها به یکدیگر و پیاده راه بردن آن‌ها در حالی که مردان سفیدپوست شلاق به‌دست و تفنگ به‌دوش در جلو و پشت صف آن‌ها حرکت می‌کردند، روشی مرسوم در انتقال گروهی برده‌ها در دوران برده‌داری در آمریکا بود.

### بردگان معادن
دسته‌ای از بردگان در معادن به انجام دشوارترین کارها می‌پرداختند.

### بردگان کشتزارها

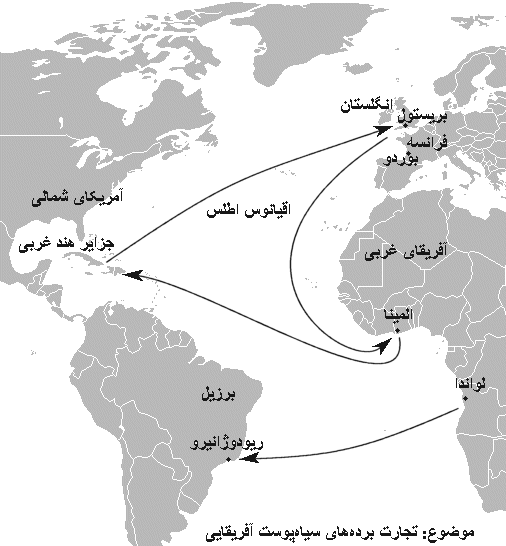
نقشه‌ای که چگونگی تجارت بردگان آفریقایی را مشخص می‌کند.

بردگان کشتزارها آنانی بودند که در زمین‌های کشاورزی کار می‌کردند. آن‌ها در کلبه‌های محقر چوبی که سطح ان از خاک پوشیده شده بود و بدون وسایل زندگی یا با اثاثیه‌ای اندک بود، می‌خوابیدند.

### بردگان نوکر
بردگان خانه‌ای، آن دسته از بردگانی بودند که در خانه‌ها و زیر دست اربابان به نوکری می‌پرداختند. آن‌ها شب‌ها را در خانه می‌خوابیدند و وضعیت بهتری نسبت به بردگان کشتزارها داشتند.

## تجارت بردگان از راه اقیانوس اطلس
تجارت اصلی در یک مسیر مثلثی شکل صورت می‌گرفت. تجار بردهٔ اروپایی از بنادری مانند بوردو و بریستول عازم آفریقای غربی می‌شدند آن‌ها محموله‌های تفنگ و پارچه خود را در ازای خرید برده به برده فروشان آفریقایی می‌دادند و سپس از اقیانوس اطلس عبور کرده و به آمریکا می‌رسیدند در آنجا برده‌ها را به فروش می‌رساندند و سرانجام کشتیهای خود را پر از شکر و پنبه می‌کردند و مجدداً به اروپا برمی‌گشتند. در بریستول و بوردو بانکدارانی که سرمایه‌گذار سفرهای دریایی بودند پول زیادی به دست می‌آوردند.

## ادبیات سیاه‌پوستان
ادبیات سیاه‌پوستان مملو از رنج‌نامه‌ها و بازگو کردن دورانیست که آنان به عنوان برده به انجام دشوارترین کارها می‌پرداختند. لنگستون هیوز می‌نویسد:
سفیدپوستی بینوایم که فریبم داده به دورم افکنده‌اند، سیاهپوستی هستم که داغ بردگی بر تن دارم، سرخ‌پوستی هستم رانده از سرزمین خویش.